# Диадема Георга IV

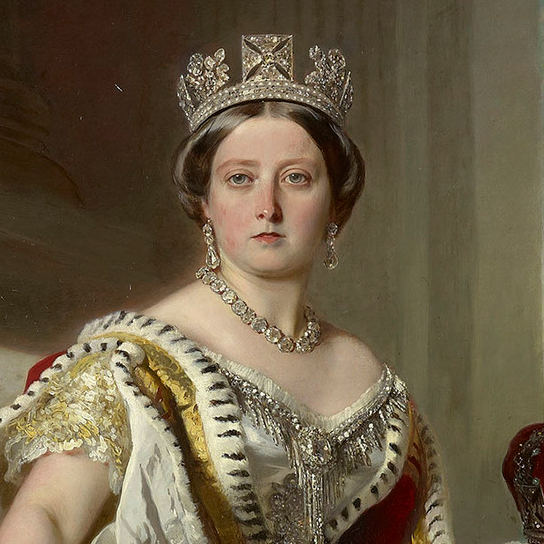
Королева Виктория в диадеме Георга IV

Диадема Георга IV(англ. George IV State Diadem), официально — Бриллиантовая диадема (англ. Diamond Diadem) — корона, изготовленная в 1820 году для короля Великобритании Георга IV. Диадема является частью королевских регалий Великобритании, используется в церемониях коронаций британских монархов и открытия парламента, изображена на картинах, почтовых марках и валюте.

## Изготовление
В 1820 году на престол Великобритании и Ганновера вступил Георг IV, который был принцем-регентом с 1811 года при психически больном отце Георге III. Для процедуры коронации Георг IV заказал изготовление диадемы ювелирной фирме Rundell & Bridge. Стоимость заказа составила £ 8216, включая £ 800 за аренду бриллиантов, но нет никаких доказательств того, что они когда-либо были возвращены ювелирам. Во время коронации в Вестминстерском аббатстве Георг IV носил эту корону поверх своей бархатной сap of Maintenance.

## Описание
Диадема изготовлена из золота и серебра, имеет 7,5 сантиметров (3 дюйма) в высоту и 19 сантиметров (7,5 дюйма) в диаметре, украшена в общей сложности 1 333 бриллиантами общим весом 320 карат, в том числе жёлтым бриллиантом в 4 карата в переднем лапчатом кресте, и двумя линиями жемчуга вдоль основания, насчитывающих 169 жемчужин. На месте, где на британских коронах обычно размещалось изображение геральдической лилии, на диадеме использованы изображения роз, чертополоха и трилистника — цветочные символы Англии, Шотландии и Ирландии соответственно.

## Использование
Эту диадему носили все правящие королевы Великобритании, включая королев-консортов, начиная с королевы Аделаиды, жены Вильгельма IV. Диадема была помещена с драгоценностями из королевской коллекции королевы Виктории. Королева Елизавета II носила эту диадему на церемонии коронации в 1953 году, и также надевала её на ежегодной церемонии открытия парламента. В настоящее время, когда диадема не используется, она находится на хранении в галерее королевы Великобритании в Букингемском дворце.

## В искусстве, на почтовых марках и валюте
Диадема присутствует на многих портретах британских монархов, в том числе на портретах Елизаветы II Люсьена Фрейда 2001 года и Рафаэля Маклауфа 1984 года, которые были использованы при выпуске монет стран Содружества наций и специальной серии марок. Эти изображения Елизаветы II с диадемой также присутствуют на банкнотах многих стран Содружества, включая Ангилью, Бермудские острова, Британскую Гайану, Британский Гондурас, Британские Виргинские острова, Кипр, Доминику, Фиджи, Гонконг, Малайзию, Мальту, Маврикий, Северный Борнео, Родезию и Ньясаленд, Саба, Южную Родезию, Сент-Китс и Невис и Тринидад и Тобаго.